# Ruder-Weltmeisterschaften 2012

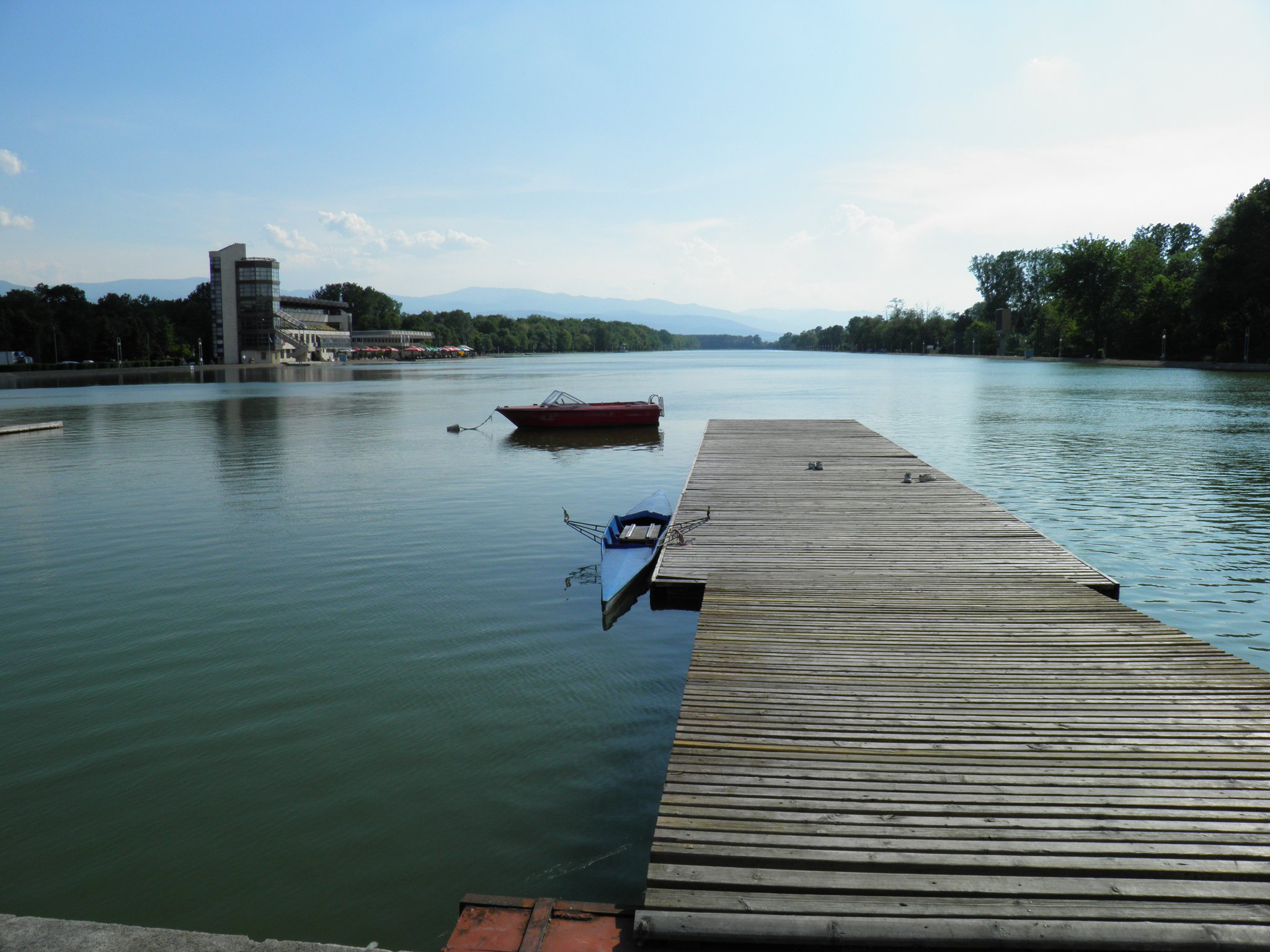
Ruderkanal Plowdiw

Die Ruder-Weltmeisterschaften 2012 fanden vom 15. bis 19. August 2012 in Plowdiw (Bulgarien) statt. Aufgrund der in diesem Jahr stattfindenden Olympischen Spiele in London wurden nur die Wettbewerbe der nichtolympischen Bootsklassen und zeitgleich auch die der Junioren durchgeführt.

## Ergebnisse

### Männer
| Bootsklasse                                  | Gold | Gold    | Silber | Silber  | Bronze | Bronze  |
| -------------------------------------------- | --- | ------- | --- | ------- | --- | ------- |
| Leichtgewichts-Einer (LM1x)                  | Dänemark Henrik Stephansen | 6:56,41 | Ungarn Péter Galambos | 6:57,50 | Vereinigte Staaten Andrew Campbell                                                                                               | 6:57,88 |
| Leichtgewichts-Doppelvierer (LM4x)           | Polen Adam Sobczak Mariusz Stańczuk Artur Mikołajczewski Miłosz Jankowski                                                                                                | 5:55,03 | Griechenland Georgios Konsolas Nikolaos Afentoulis Panagiotis Magdanis Eleftherios Konsolas                                                                     | 5:56,74 | Volksrepublik China Yangyang Liang Yang Guo Guofeng Fa Deming Kong                                                               | 5:57,12 |
| Leichtgewichts-Zweier ohne Steuermann (LM2-) | Italien Luca De Maria Armando Dell’Aquila | 6:37,11 | Niederlande Arnoud Greidanus Joris Pijs | 6:37,18 | Frankreich Fabien Tilliet Jean-Christophe Bette                                                                                  | 6:39,88 |
| Leichtgewichts-Achter (LM8+)                 | Deutschland Matthias Schömann-Finck Jost Schömann-Finck Martin Kühner Jonas Schützeberg Christian Hochbruck Jochen Kühner Bastian Seibt Lars Wichert Martin Sauer (Stm.) | 5:44,10 | Italien Jiri Vlcek Catello Amarante Salvatore Di Somma Davide Riccardi Livio La Padula Martino Goretti Andrea Caianiello Matteo Pinca Gianluca Barattolo (Stm.) | 5:46,78 | Volksrepublik China Feng Ke Yulja Meng Jiahai Wang Shuai Shi Xiaoyun Zheng Zhenwei Hou Li Qiang Jingbin Zhao Minjian Wang (Stm.) | 5:47,85 |
| Zweier mit Steuermann (M2+)                  | Belarus Stanislau Schtscharbatschenja Alexander Kosubowski Piotr Piatrynich (Stm.)                                                                                       | 6:55,33 | Frankreich Michael Molina Benjamin Lang Benjamin Manceau (Stm.)                                                                                                 | 6:55,93 | Kanada Kai Langerfeld Peter McClelland Dane Lawson (Stm.)                                                                        | 6:56,61 |

### Frauen
| Bootsklasse                        | Gold                                                                | Gold    | Silber                                                                  | Silber  | Bronze                                                          | Bronze  |
| ---------------------------------- | ------------------------------------------------------------------- | ------- | ----------------------------------------------------------------------- | ------- | --------------------------------------------------------------- | ------- |
| Leichtgewichts-Einer (LW1x)        | Griechenland Alexandra Tsiavou                                      | 7:32,37 | Österreich Michaela Taupe-Traer                                         | 7:37,04 | Belarus Alena Kryvasheyenka                                     | 7:38,93 |
| Leichtgewichts-Doppelvierer (LW4x) | Polen Magdalena Kemnitz Jaclyn Halko Agnieszka Renc Weronika Deresz | 6:36,17 | Dänemark Helene Olsen Sarah Jürgensen Christina Pultz Sarah Christensen | 6:37,82 | Italien Giulia Pollini Enrica Marasca Elena Coletti Erika Bello | 6:39,13 |

## Medaillenspiegel
| Platz | Land                | Gold | Silber | Bronze | Gesamt |
| ----- | ------------------- | ---- | ------ | ------ | ------ |
| 1     | Polen               | 2    |        |        | 2      |
| 2     | Italien             | 1    | 1      | 1      | 3      |
| 3     | Dänemark            | 1    | 1      |        | 2      |
| 3     | Griechenland        | 1    | 1      |        | 2      |
| 5     | Belarus             | 1    |        | 1      | 2      |
| 6     | Deutschland         | 1    |        |        | 1      |
| 7     | Frankreich          |      | 1      | 1      | 2      |
| 8     | Österreich          |      | 1      |        | 1      |
| 8     | Ungarn              |      | 1      |        | 1      |
| 8     | Niederlande         |      | 1      |        | 1      |
| 11    | Volksrepublik China |      |        | 2      | 2      |
| 12    | Kanada              |      |        | 1      | 1      |
| 12    | Vereinigte Staaten  |      |        | 1      | 1      |
| Summe | Summe               | 7    | 7      | 7      | 21     |